# Johannes Warneck

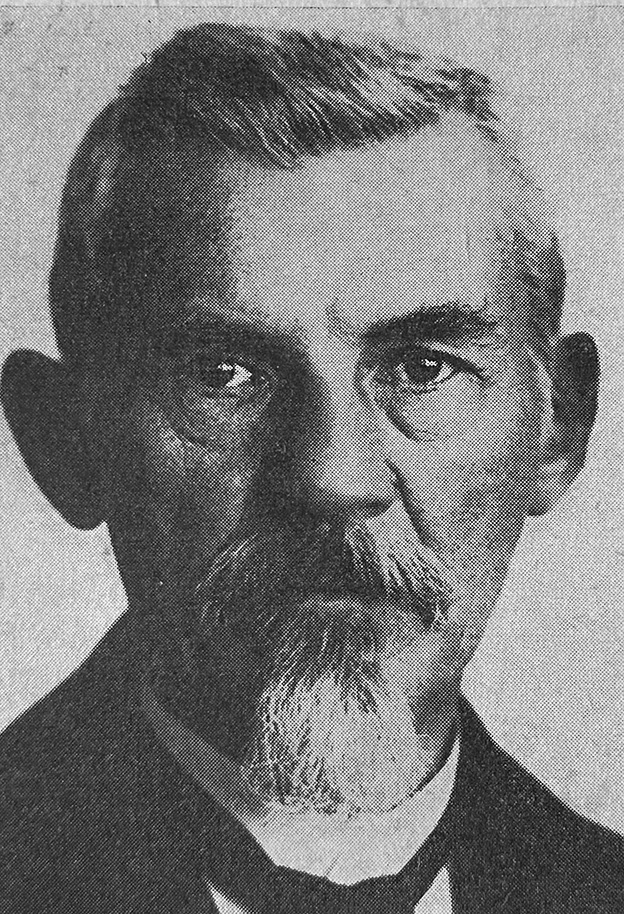
Johannes Warneck

Johannes Warneck (* 4. März 1867 in Dommitzsch, Landkreis Nordsachsen, Sachsen; † 1. August 1944 in Bad Salzuflen, Kreis Lippe, Nordrhein-Westfalen) war ein deutscher evangelischer Theologe, Missionar, Missionsinspektor, Kirchenleiter, Prediger und Übersetzer. Er machte sich verdient um die Erforschung der Religion der Batak auf Sumatra in Indonesien, wo er von 1892 bis 1906 und von 1920 bis 1930 weilte.

## Leben
Johannes Warneck ist ein Sohn des deutschen evangelischen Theologen und Begründers der systematischen protestantischen Missionswissenschaft Gustav Warneck (1834–1910) und seiner Frau Henriette Gerlach. Er widmete sich in seiner Jugend der Aquarellmalerei in Rothenschirmbach, wo er größtenteils seine Jugend verbrachte. Eines seiner Bilder trägt den Titel Das Pfarrhaus in Rothenschirmbach und zeigt das Wohnhaus der Eltern und die Stallgebäude im Pfarrgarten sowie im Hintergrund den Kirchturm der alten Kirche. In einem weiteren Aquarell  mit der Bildunterschrift Die alte Kirche in Rothenschirmbach ist das Gotteshaus mit einem Teil des Friedhofs abgebildet.
Ab Ostern 1880 besuchte Johannes mit seinem Bruder Martin Warneck das Gymnasium zu Nordhausen. Er studierte Theologie in Leipzig, Greifswald und Halle und wurde an allen drei Studienorten im Wingolf aktiv. In Halle wurde er vom systematischen Theologen Martin Kähler dahingehend beeinflusst, dass er Missionar werden wollte.
1892–1906 war er im Missionsdienst bei den Batak auf Sumatra tätig, wo er sich vor allem um die Aus- und Weiterbildung einheimischer Lehrer und Prediger bemühte. 1908 wurde er Missionsinspektor in Barmen und 1912 erster Dozent für Mission in Bethel bei Bielefeld. 1920 übernahm er das Amt des Ephorus der evangelischen Batakkirche auf Sumatra, die 1930 selbständig wurde, seither stark gewachsen ist und unter dem Namen Huria Kristen Batak Protestan bekannt ist.
Von 1932 bis 1937 war er Direktor der Rheinischen Missionsgesellschaft in Barmen. Danach ging er in den Ruhestand. Er starb am 1. August oder 1. September 1944 und wurde auf dem Friedhof Unterbarmen in Wuppertal beerdigt.

## Familie
Johannes Warneck heiratete Gertrud Winkler (1868–1909) am 21. Dezember 1893 in Indien. Sie hatten zusammen einen Sohn, sie starb am 14. März 1909. 1925 heiratete er zum zweiten Mal die Pastorentochter Hanna Quistorp.

## Schriften
- Djamita kuria. Ponggol 1, American Mission Press, Singapur 1901.
- Die Erziehung der Gehilfen in der Batak-Mission, in: Allgemeine Missionszeitschrift N° 29, 1902, S. 305–318 und 353–363.
- Der bataksche Ahnen- und Geisterkult, in: Allgemeine Missionszeitschrift N° 31, 1904, S. 3–14 und 63–79.
- Tobabataksch-Deutsches Wörterbuch, Landsdrukkerij, Batavia 1906 und Den Haag 1977.
- Die Lebenskräfte des Evangeliums: Missionserfahrungen innerhalb des animistischen Heidentums, Verlag Martin Warneck, Berlin 1908 und 1913;  Kessinger Publishing, 2010, ISBN 978-1-160-86767-2.
  - The Living Christ and Dying Heathenism: The Experiences of a Missionary in Animistic Heathendom, Baker, Grand Rapids 1954.
- Unsere batakschen Gehilfen, Auf Missionspfaden. Schilderungen aus der Arbeit der Rheinischen Mission, 4, Gütersloh 1908.
- Die Religion der Batak. Ein Paradigma für die animistischen Religionen des Indischen Archipels, Dieterich, Leipzig 1909 (= Religions-Urkunden der Völker, Abteilung IV, Band 1).
- D. Gustav Warneck: 1834–1910; Blätter der Erinnerung, Berlin 1911.
- 50 Jahre Batakmission in Sumatra, Berlin 1911, 2. Auflage 1912.
- Paulus im Lichte der heutigen Heidenmission, Verlag Martin Warneck, Berlin 1914
- Weltkrieg und Weltmission, Godesberg 1915.
- Menschenmacht und Gotteskraft: Kriegserfahrungen der deutschen Mission, Berlin 1916.
- D. Ludwig J. Nommensen: ein Lebensbild, Verlag des Rheinischen Missionshauses, Barmen 1919.
- Sechzig Jahre Batakmission in Sumatra, Verlag Martin Warneck, 3. Auflage, Berlin 1925.
- Werfet eure Netze aus. Erinnerungen, Verlag Martin Warneck, Berlin 1938 Der Textauszug Ausreise ins Batakland ist mit einer Kurzbiografie erschienen in: Von Grönland bis Lambarene. Reisebeschreibungen christlicher Missionare aus drei Jahrhunderten. Herausgegeben von Johannes Paul. Evangelische Verlagsanstalt Berlin 1952 (Seite 129–141) = Kreuz-Verlag Stuttgart 1958 (Seite 127–139).
- Sumatranische Plaudereien, Verlag Martin Warneck, Berlin 1939.
- Das Wort läuft durch die Lande. Johannes Warneck, MBK-Verlag, Bad Salzuflen 1946.
- Toba-Bataks-Nederlands woordenboek, 1947.